# فحص وظائف الرئة
اختبار وظائف الرئة PFT هو تقييم كامل للجهاز التنفسي يشمل تاريخ المريض والفحص السريري ومجموعة اختبارات للوظيفة الرئوية. إن الهدف الأساسي لاختبار وظائف الرئة هو تحديد شدة الأذية الرئوية. إن لاختبار وظائف الرئة دوراً تشخيصياً فهو يساعد الأطباء في الإجابة عن بعض الأسئلة العامة بخصوص المرضى المصابين بمرض رئوي. تجرى عادة اختبارات وظائف الرئة بواسطة أخصائي تنفسي.

## دواعي اختبار وظائف الرئة
اختبار وظائف الرئة يستخدم لفحص الكثير من الأمراض التنفسية وهي:
1. ضيق التنفس المزمن (الزلة التنفسية المزمنة).
2. الربو.
3. مرض الانسداد الرئوي المزمن COPD.
4. الداء الرئوي المُقيّد.
5. اختبار قبل العملية الجراحية (للتأكد من خلو المريض من مضاعفات في الجهاز التنفسي بعد العملية).
6. اختبار العكوسية Reversibility (مدى استجابة المريض للأدوية الموسعة للشعب الهوائية).

### الإضطرابات العصبية والعضلية للأطفال
ومن أبرز الأمثلة الأطفال المصابون بالضمور العضلي الذي ينتج عن فقد قوة ووظيفة العضلات مع الوقت وأبرزها الحجاب الحاجز -عضلة التنفس الرئيسية- مما يؤدي إلى ضعف القدرة على السعال والتنفس بشكل جيد وينتج عن ذلك انكماش الرئة وضعف قدرة الرئتين على القيام بوظيفتها في الحصول على اللأكسجين. وفي بعض الحالات تكون الحالة مصحوبة  بانكماش الرئة والتشوه الخلقي للقفص الصدري مما يزيد الجهد التنفسي للمريض ويؤدي مع الوقت إلى فشل تنفسي.
لذلك فإن فحص وظائف الرئة لمرضى الإضطرابات العصبية والعضلية للأطفال يساعد على تقييم حالة الجهاز التنفسي ومدى قوة عضلات التنفس لدى المريض لأخد الإجراء اللازم للعلاج.

## أدوات القياس

### جهاز قياس التنفس
جهاز قياس التنفس (مقياس التنفس) (spirometry) هو جهاز يقوم بقياسات عديدة لوظائف الرئة ومنها يتم تشخيص حالة المريض ومن هده القياسات مثلاً FEV1(حجم الزفير القسري في ثانية واحدة).. انظر إلى جدول الاختصارات.
| الاختصار | المعنى                                                   |
| -------- | -------------------------------------------------------- |
| FEV1     | حجم الزفير القسري في ثانية واحدة.                        |
| FVC      | السعة الحيوية القسرية.                                   |
| VC       | السعة الحيوية (بالحالة الاعتيادية أي الراحة والاسترخاء). |
| PEF      | جريان الزفير الأقصى (الأعظمي).                           |
| TLC      | السعة الرئوية الكليّة.                                    |
| FRC      | السعة الوظيفية الباقية (الثمالية).                       |
| RV       | الحجم الباقي في الرئة بعد نهاية الزفير القصوى.           |
| DLco     | عامل العبور الغازي لأول أوكسيد الكربون.                  |

## قياس التنفس وجريان الزفير الأقصى
يتم الحصول على كل من حجم خروج الزفير في الثانية الواحدة (FEV1) والسعة الحيوية (VC) (وهي مدى كمية الهواء التي يخرجها المريض في الزفير بعد استنشاقه أكبر قدر من الهواء في الرئة)، ثم تقارن النتائج مع القيم المتوقعة تبعاً للعمر والجنس والطول والمجموعة العرقية.
ومن الوسائل التشخيصية الهامة أيضاً التي تعرف عن طريق جهاز قياس التنفس هي  نسبة FEV1 / VC فالقيم الأصغر من 70% تشير لانسداد الطرق التنفسية، 
 أمّا اختبار العكوسية Reversibility(وهي مدى استجابة المريض للأدوية الموسعة للشعب الهوائية كالسالبوتامول أو التيربوتالين) فينبغي أن يجرى عندما يلاحظ وجود انسداد في الطرق التنفسية، فالعكوسيّة الكاملة (التامة) تكون مشخصة للربو.
كما يمكن للمريض أن يسجل مراقبة جريان الزفير الأقصى (PEF) بواسطة مقياس صغير محمول في البيت أو العمل يسمى peak flow meter وهذا الأمر هام جداً بهدف تقييم السيطرة على الربو على أساس موضوعي، فمراقبة جريا الزفير الأقصى يمكن أن يقوم بها المريض لتستعمل كأساس لخطة التدبير الذاتي من قبل المريض، كما أن القياسات المتسلسلة التي تظهر أية تبدلات يومية وكذلك الاستجابات للتعرض المهني (في جو العمل) أو للمعالجة تكون قيمة جداً في تشخيص الربو وتدبيره.

## قياس أقصى ضغط للزفير والشهيق MIP & MEP
يستخدم هذا الاختبار لختبار مدى قوة عضلات التنفس لدى المريض وغالباً مع المرضى الذين يعانون من ضمور في العضلات.
قوة ضغط الشهيق MIP :- هي قياس الضغط الذي يصل له المريض أثناء أخذ الشهيق من أنبوبه مغلقه.
قوة ضغط الزفير MEP:- هي قياس الضغط التي يصل له المريض أثناء الزفير (مع انتفاخ الخدين) في انبوبه مغلقه.

## قياس سعة انتشار الغازات من الرئة إلى الدم

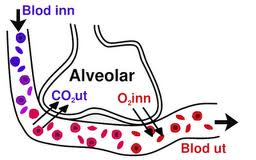
صورة توضع كيفية تبادل غاز الأوكسجين بثاني اكسيد الكربون بين الحويصلات الهوائية وخلايا الدم الحمراء

سعة انتشار الغازات هي قياس قدرة الرئة على نقل غاز الأوكسجين إلى الدم. ويستخدم هذا الاختبار قبط أول أوكسيد الكربون من خلال أخذ نفس وحيد من مزيج هوائي بنسبة 0.3%، وقد اختير هذا الغاز كونه يتحد بسرعة مع هيموجلوبين الدم ويزودنا بتقييم حقيقي للانتشار عبر الغشاء الشعيري السنخي.
تنقص سعة انتشار الغازات من الرئة إلى الدم في المرضى الذين يعانون من التليف الرئوي أو الانتفاخ الرئوي المزمن.

## اختبار نسبة الأوكسجين في الدم أثناء التمارين
عبارة عن اختبار مشي لمدة 6 دقائي يتم فيه قياس نسبة الأوكسجين في الدم والمسافة التي يقطعها المريض. وهي مقياس جيد للمرضى الذين يعانون من أمراض مزمة في الجهاز التنفسي مثل الانتفاخ الرئوي المزمن أو التليف رئوي مجهول السبب.

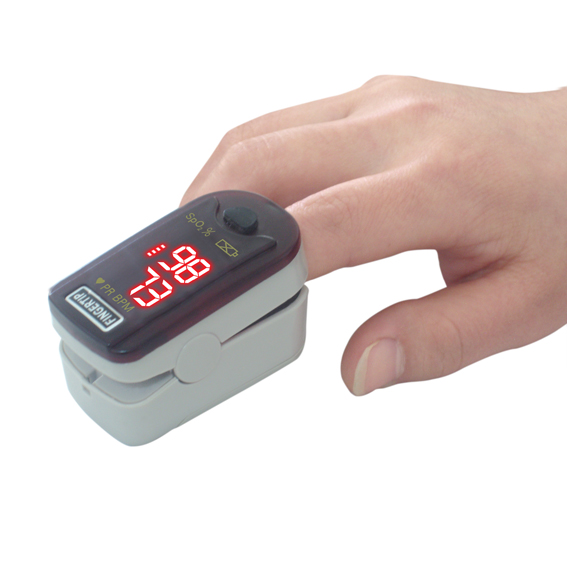
جهاز قياس نسبة الأوكسجين في الدم ونبضات القلب في الدقيقة

## غازات الدم الشرياني وقياس الأكسجة
يتم أخذ عينة دم من الشريان ليتم حساب نسبة حموضة الدم والأوكسجين وثاني اكسيد الكربون لتقييم درجة كفائة الجهاز التنفسي في تزويد الجسم بالأوكسجين.

## قياس الحجوم الرئوية
يتم قياس كل من السعة الرئوية كاملة عن طريق اختبارين:
- جهاز الغرفة المغلقة (Plethysmograph).
- طريقة تخفيف الهيليوم (Helium Dilution).